# Dillenia scabrella
Dillenia scabrella är en tvåhjärtbladig växtart som beskrevs av William Roxburgh. Dillenia scabrella ingår i släktet Dillenia och familjen Dilleniaceae. Inga underarter finns listade i Catalogue of Life.